# Jos
Jos [dʒɔːs] ist die Hauptstadt des nigerianischen Bundesstaates Plateau und liegt im östlichen Zentralnigeria. Einer Schätzung von 2007 zufolge hat sie rund 860.000 Einwohner. Damit ist die Stadt, die namensgebend für das Josplateau ist, die elftgrößte in Nigeria.

## Geographie
Die Stadt liegt am Nordrand des zentralnigerianischen Jos-Plateaus, am Ufer des Delimi auf 1250 Meter über Meer. Sie hat eine Fläche von ungefähr 50 km² und befindet sich etwa 300 km von der Hauptstadt Abuja entfernt. Außer im Norden ist Jos von allen Seiten von Bergen umgeben. Im Norden erreichen der Dogon Dutse und der Shere eine Höhe von 1300 bzw. 1400 m, im Westen liegt der 1300 m hohe Berg Jenta.

### Stadtgliederung
Von den 17 Local Government Areas (LGA) des Bundesstaates Plateau liegen drei auf dem Stadtgebiet von Jos. Sie stellen eigenständige Munizipien auf dem geographischen Stadtgebiet dar; ein politisches Stadtgebiet gibt es nicht.
| LGA      | Verwaltungssitz | Fläche in km² | Einwohner (Zensus 1991) |
| -------- | --------------- | ------------- | ----------------------- |
| Jos-Nord | Jos             | 291,49        | 392.831                 |
| Jos-Ost  | Angware         | 1019,55       | 55.884                  |
| Jos-Süd  | Bukuru          | 509,84        | 202.124                 |

### Klima
Mit durchschnittlichen Temperaturen von 21 bis 25 Grad Celsius besitzt Jos ein wesentlich kühleres Klima als andere Städte des Landes. Von Dezember bis Januar liegen die mittleren Tiefsttemperaturen unter 15 °C, in der wärmsten Zeit von März bis April erreichen die mittleren Maximalwerte bis zu 30 °C. Der Jahresniederschlag beträgt etwa 1.400 mm.
|                       | Jan  | Feb  | Mär  | Apr  | Mai  | Jun  | Jul   | Aug  | Sep  | Okt  | Nov  | Dez  |   |      |
| Mittl. Tagesmax. (°C) | 27,6 | 29,1 | 30,4 | 30,1 | 28,3 | 26,5 | 24..2 | 23,5 | 25,5 | 27,7 | 27,9 | 27,5 | ⌀ | 27,3 |
| Mittl. Tagesmin. (°C) | 13,6 | 15,5 | 17,9 | 18,6 | 18,1 | 17,2 | 16,7  | 16,5 | 16,6 | 16,4 | 15,3 | 13,7 | ⌀ | 16,3 |
|                       |      |      |      |      |      |      |       |      |      |      |      |      |   |      |
| Niederschlag (mm)     | 2    | 3    | 25   | 89   | 201  | 229  | 320   | 279  | 216  | 43   | 3    | 2    | Σ | 1412 |
|                       |      |      |      |      |      |      |       |      |      |      |      |      |   |      |
| Sonnenstunden (h/d)   | 9,1  | 9,1  | 7,7  | 6,8  | 6,6  | 6,6  | 5,1   | 4,5  | 5,9  | 7,7  | 9,5  | 9,3  | ⌀ | 7,3  |
|                       |      |      |      |      |      |      |       |      |      |      |      |      |   |      |
| Regentage (d)         | 0    | 0    | 1    | 7    | 12   | 16   | 22    | 22   | 18   | 4    | 1    | 0    | Σ | 103  |
|                       |      |      |      |      |      |      |       |      |      |      |      |      |   |      |
| Luftfeuchtigkeit (%)  | 23   | 21   | 33   | 59   | 76   | 82   | 87    | 88   | 82   | 65   | 37   | 28   | ⌀ | 56,9 |

| 13,6 |

| 15,5 |

| 17,9 |

| 18,6 |

| 18,1 |

| 17,2 |

| 16,7 |

| 16,5 |

| 16,6 |

| 16,4 |

| 15,3 |

| 13,7 |

| 13,6 |

| 15,5 |

| 17,9 |

| 18,6 |

| 18,1 |

| 17,2 |

| 16,7 |

| 16,5 |

| 16,6 |

| 16,4 |

| 15,3 |

| 13,7 |

## Geschichte
Jos liegt am Rand des Verbreitungsgebiets der prähistorischen Nok-Kultur. Terrakottafunde auf dem Josplateau beweisen, dass das Gebiet um Jos bereits um 500 v. Chr. besiedelt war. Die heutige Stadt wurde zu Beginn des 20. Jahrhunderts von der britischen Kolonialmacht an der Stelle des Dorfes Geash, das von den Ethnien Berom, Jawara und Anaguta bewohnt war, gegründet. 1905 begann die Royal Niger Company in der Umgebung von Jos mit dem industriellen Abbau von Columbit und Zinn.
Die Herkunft des Namens Jos ist nicht bekannt. Einige glauben, dass die ersten europäischen Siedler den Namen des ursprünglichen Dorfes, Geash oder Gwosh falsch aussprachen. Nach einer anderen Theorie ist Jos ein Akronym für Jesus our Saviour („Jesus unser Erlöser“).
Mit der Inbetriebnahme der Eisenbahnstrecke nach Port Harcourt 1914 erlebte die Stadt einen rapiden Aufschwung, der britische, indische und libanesische Siedler anzog. Ab 1927 war es möglich, den Zinn über mehrere hundert Kilometer zum Seehafen Loko am Fluss Benue zu transportieren. Der Zinnexport erreichte während des Zweiten Weltkrieges ein Hoch von 17.463 Tonnen im Jahr 1943, sank aber nach einem Preissturz in den 1930er-Jahren. Die meisten Bergwerke sind heute Teil der informellen Wirtschaft und fördern noch etwa 1000 Tonnen jährlich.
Die Bevölkerungszahl stieg von 8.000 Einwohnern im Jahr 1920 auf 11.000 im Jahr 1931. Zur Zeit der Unabhängigkeit 1960 zählte Jos ca. 80.000 Einwohner. Beim vorletzten Zensus von 1991 hatte Jos 637.036 Einwohner. Die größten Volksgruppen sind heute die Yoruba, die Hausa, die Igbo, die Berom, die Anaguta, die Jawara und die Afisere.
1967 wurde Jos die Hauptstadt des neu gegründeten Bundesstaates Benue-Plateau. Dieser spaltete sich 1976 in die Bundesstaaten Benue und Plateau mit den Hauptstädten Makurdi bzw. Jos. Im September 2001 forderten Unruhen zwischen christlichen und muslimischen Bevölkerungsteilen bis zu 1000 Tote. Die Regierung beauftragte eine Kommission mit der Untersuchung der Ereignisse, deren Berichte bisher nicht veröffentlicht worden sind. Bei weiteren Unruhen wurde der zentrale Markt verwüstet.
Im November 2008 kam es in Jos nach Kommunalwahlen zu Ausschreitungen. Anhänger christlicher und islamischer Parteien warfen sich gegenseitig Wahlbetrug vor und gerieten aneinander. Hunderte Menschen ließen ihr Leben.
Im Januar 2010 kam es erneut zu schweren Ausschreitungen zwischen christlichen und muslimischen Milizen im Erzbistum Jos, bei denen mehr als 200 Menschen starben. Der nigerianische Vizepräsident Goodluck Jonathan entsandte daraufhin Militäreinheiten in die Krisenregion. Im März 2010 kam es erneut zu Ausschreitungen zwischen Angehörigen des Hirtenvolkes der Fulani (Muslime) gegen die Dorfbewohner der Berom (Christen) im Dorf Dogo Nahawa, bei denen über 500 Menschen starben.
Bei einer Bombenserie auf christliche Kirchen in Dörfern in der Nähe von Jos sterben am Weihnachtsabend 2010 32 Menschen. Den Anschlägen folgen Unruhen und Kämpfe zwischen bewaffneten Christen und Muslimen. Dabei sollen laut Human Rights Watch von Dezember 2010 bis März 2011 200 Menschen ums Leben gekommen sein. Bei einer Explosion einer Bombe in der Umgebung einer christlichen Kirche am 20. März 2011 kamen zwei Menschen ums Leben. Am Nachmittag des 20. Mai 2014 wurden in Jos kurz nacheinander zwei schwere Bombenanschläge verübt. Einer der beiden Sprengsätze explodierte an einem Busbahnhof, der andere in der Nähe eines belebten Marktes. Insgesamt verloren dabei mindestens 118 Menschen ihr Leben, zudem gab es zahlreiche Verletzte.

## Sehenswürdigkeiten
Wegen der reizvollen Lage und des angenehmen Klimas gehört Jos zu den beliebtesten Urlaubsorten in Nigeria.
Zu den Sehenswürdigkeiten gehört eine von dem britischen Archäologen Bernard Fagg 1952 gegründete und aufgebaute Museumsanlage, das National Museum Jos mit einer umfangreichen Keramiksammlung aus den verschiedenen Regionen Nigerias. Andere Museumsgebäude zeigen Exponate der Nok-Kultur, Bilder von der Ausgrabung des ältesten Bootes in Afrika (Dufunaboot), sowie eine umfangreiche Sammlung prämonetärer Geldsysteme, unter anderen Manillen. Ferner gehört ein „Industriepark“ mit Oldtimerautos zum Museumskomplex. Aus verschiedenen Gründen ist die ganze Anlage in einem sehr schlechten Zustand.
Im Zoo der Stadt sind unter anderem Affen, Löwen, Flusspferde und Pythons zu sehen.

## Wirtschaft und Infrastruktur

### Wirtschaft
Jos ist das Zentrum Nigerias für den Abbau von Zinn und Columbit sowie deren Verhüttung. Bedeutende Wirtschaftszweige sind auch die Chemie-, Druck-, Nahrungsmittel-, Stahl- und Textilindustrie. Zu den wichtigsten ansässigen Unternehmen gehören die Nasco Group und ihre Tochterfirmen (ein Hersteller von Süßwaren und Haushaltsprodukten), die Brauerei Jos International, der Gießereibetrieb Makeri Smelting Company, die Getreideverarbeitungsfabrik Grand Cereals, das Stahlwerk Jos Steel Rolling Mill, ein Abfüllunternehmen von Coca-Cola und das Unternehmen Spring Waters Nigeria, das Mineralwasser der Marke Swan produziert.

### Verkehr

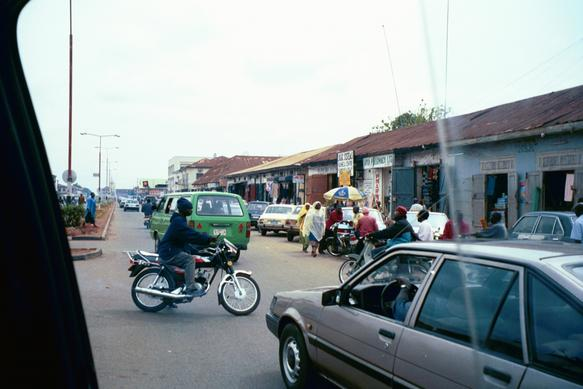
Straße in der Innenstadt von Jos

Jos hat ein verhältnismäßig gut ausgebautes Straßennetz und ist durch Straßen, Eisenbahn und über den Luftweg mit den größeren Städten verbunden. In Jos treffen die Schnellstraßen A3 (Port Harcourt – Makurdi – Jos – Bauchi – Maiduguri) und A236 (Zaria – Jos) aufeinander. Der ehemalige Flughafen nahe der Innenstadt wurde durch den 29 km südlich der Stadt gelegenen Yakubu Gowon Airport ersetzt.

### Infrastruktur
Ein Teil der Infrastruktur wurde im Zuge der ethnischen und religiösen Konflikte der letzten Jahre zerstört. Eine Müllabfuhr fehlt, die Straßen sind mit Schlaglöchern übersät, Wasser und elektrischer Strom sind selten verfügbar.
Die Wasserversorgung speist sich aus den Stauwerken Kogon Kiri, Laminga, Tollemarche und Yakubu Gowon. Der nach dem ehemaligen nigerianischen Präsidenten Yakubu Gowon benannte Staudamm Yakubu Gowon wurde 1981 am Fluss Shen fertiggestellt und ist für die Zulieferung von 83 % des Wassers zuständig. Gesundheitliche Einrichtungen sind neben einigen Krankenhäusern und privaten Kliniken das Universitätsklinikum und das Krankenhaus des Bundesstaates Plateau.

### Bildung
In Jos gibt es etwa 100 Primarschulen und 50 Sekundarschulen. Die staatliche University of Jos wurde 1972 als Zweigstelle der University of Ibadan gegründet und ist seit 1976 eigenständig. Hinzu kommen eine polytechnische Hochschule, ein Institut für politische und strategische Studien, das nationale Zentrum für Fernerkundung und das nationale Zentrum für Veterinärmedizin. Außerdem ist Jos Sitz einer UNESCO-Schule für Museumstechniker.

## Sonstiges
Jos ist Metropolitansitz des katholischen Erzbistums Jos. Erzbischof ist seit 2000 Ignatius Ayau Kaigama.
Der 13. Emir von Wase, Alhaji Haruna Abdullahi, ein hoher muslimischer Führer, hatte seinen Sitz in Jos.
Das Fußballstadion Rwang Pam Stadium fasst 15.000 Zuschauer. Der Fußballverein Plateau United FC hat seinen Sitz in der Stadt.

## Söhne und Töchter von Jos
- Eric Schoop (* 1958), deutscher Wirtschaftsinformatiker
- 2Face Idibia (* 1976), Hip-Hop-Musiker
- Dele Aiyenugba (* 1983), Fußballspieler
- Joseph Akpala (* 1986), Fußballspieler
- John Obi Mikel (* 1987), Fußballspieler
- Victor Obinna (* 1987), Fußballspieler
- Azubuike Egwuekwe (* 1989), Fußballspieler
- Ahmed Musa (* 1992), Fußballspieler
- Moses Simon (* 1995), Fußballspieler
- Saminu Abdullahi (* 2001), Fußballspieler